# Ian Murray
Ian William Murray (Edimburgo, Escocia; 20 de marzo de 1981) es un exfutbolista y entrenador escocés. Es el entrenador del Raith Rovers desde 2022.
Como futbolista fue un jugador polivalente y fue itnernacional absoluto por Escocia entre 2002 y 2006.

## Selección nacional
Ha sido internacional con la Selección de fútbol de Escocia, ha jugado 6 partidos internacionales.

## Clubes

### Como jugador
| Club                      | País       | Año       |
| ------------------------- | ---------- | --------- |
| Hibernian FC              | Escocia    | 1999-2005 |
| Alloa Athletic (préstamo) | Escocia    | 2000-2001 |
| Glasgow Rangers           | Escocia    | 2005-2007 |
| Norwich City              | Inglaterra | 2007-2008 |
| Hibernian FC              | Escocia    | 2008-2012 |
| Brechin City              | Escocia    | 2012      |

### Como entrenador
| Club          | País    | Año           |
| ------------- | ------- | ------------- |
| Dumbarton     | Escocia | 2012-2015     |
| St Mirren     | Escocia | 2015          |
| Airdrieonians | Escocia | 2018-2022     |
| Raith Rovers  | Escocia | 2022-presente |